# Diefmier
De diefmier (Solenopsis fugax, eerder geplaatst in het geslacht Diplorhoptrum) is een insect uit de familie mieren (Formicidae).

## Kenmerken
Met een lengte van 1,5 tot 6,5 millimeter blijft de mier erg klein, en lijkt op de faraomier Monomorium pharaonis. Het is een van de soorten knoopmieren en tussen het achterlijf en borststuk zitten twee knoop-achtige verdikkingen (petiolus en postpetiolus) waar de knoopmieren hun naam aan danken. Deze soort heeft geen doorns op de achterhoeken van het borststuk.

## Voorkomen
Diefmieren leven vaak in de buurt van andere mieren, zoals rode bosmieren. De soort houdt van warme en droge omstandigheden zonder dichte begroeiing. De soort komt vooral voor in zuidelijk Europa maar waarnemingen van de soort in Nederland en België zijn er ook.

## Levenswijze
De diefmier dankt de naam aan de stelende levenswijze, de mieren bouwen het nest in de buurt van een nest van een andere mierensoort, waarna zeer nauwe gangen worden gegraven naar deze nesten. Vervolgens gaan de werksters op pad om het nest van de andere soort te beroven van voedsel. Nu komt de geringe lengte van de werksters van pas; de diefmieren kunnen wel door de enge tunneltjes naar het nest van de andere soort, maar de beroofde mieren zijn te groot om de diefmier te achtervolgen in de tunneltjes.